# أميرة هاني
أميرة هاني (5 يوليو 1985 -)، ممثلة مصرية.

## حياتها ونشأتها
ولدت يوم 5 يوليو عام 1985م في القاهرة، تخرجت من كلية الإعلام، وهي ابنه شقيقة الفنانة “نبيلة عبيد”.
خريجة كلية الأعلام من الجامعة الحديثة للتكنولوجيا والمعلومات في عام 2013.

## مسيرتها
بدأت “أميرة هاني” مشوارها الفني عام 2003م وهي لا تزال طالبة في المرحلة الثانوية من خلال مسلسل “العمة نور”، كما قدمت أول أعمالها في السينما مع خالتها أيضاً من خلال فيلم “مفيش غير كده” عام 2006م ثم فيلم “كامب” في نفس العام.
على الرغم من توقف الفنانة الشابة لفترة عن التمثيل بسبب انشغالها بالدراسة، إلا أنها تخطت مرحلة الانتشار بسرعة بعد أن لفتت الأنظار إليها بملامحها البريئة، فبدأت مشواراً جديداً مع التلفزيون من خلال عدة مسلسلات منها “قيود من نار” و”أحلامك أوامر” و”شرف فتح الباب”.
استطاعت الفنانة “أميرة هاني” أن تحقق نجاح شهرة واسعة بتنوع أدوارها واختلاف الشخصيات التي قدمتها في العديد من الأعمال التلفزيونية، ومن أبرزها “قضية نسب” و”هانم بنت باشا” و”بشرى سارة” و”ابن الأرندلي” و”القطة العميا”، وذلك على الرغم من قصر مشوارها الفني.

## أعمالها

### مسلسلات
| - 22: عودة الأب الضال:2022 - سكر زيادة: 2020 - قيد عائلي:2019-ريهام فضل الخولي - الضاهر:2019-أمنية - منطقة محرمة:2018 - حجر جهنم:2017-سمر - استيفا:2015-تمارا حلقة 5 و6 - مولد وصاحبه غايب:2015 - نظرية الجوافة:2013 - سلسال الدم: 2013-رشيدة - أخت تريز:2012-هنا - المنتقم:2012-شيري - أشجار النار:2012-سمحة بنت الشيخ بكر | - زي الورد:2012-نسمة - مسألة كرامة:2011 - نونة المأذونة:2011-نانسي المليجي ح15 - مش ألف ليلة وليلة:2010-رمانة - سي عمر وليلى أفندي:2010 - القطة العميا:2010-شيماء - أنا قلبي دليلي:2009-سميحة مراد - حب في الهايد بارك:2009 - هانم بنت باشا:2009-هند - بشرى سارة:2009-شذى - ابن الأرندلي:2009-منة | - شرف فتح الباب:2008-سارة - الهاي سكول:2008-شاهستا - القرار:2007 - قيود من نار:2007-بسنت - أحلامك أوامر:2007-هنادي حبيبة أحمد - قضية نسب:2006-رانيا - بنت بنوت:2006-صفاء - قلب الدنيا:2006 - أحلامنا الحلوة:2005 - محمود المصري:2004 - العمة نور:2003-قمر منير |

| - سكر برة:2017-ريهام محفوظ - حافيه على كوبرى الخشب:2013-بطله - ساعة ونص:2012 - كامب:2008-شيرين - مافيش غير كده:2006-ليلى صديقة عمرو الانتهازية | - أوراق رسمية:2016 - ملكة المطبخ:2012-مذيعة - كريم وغشيم-إلهام |

## روابط خارجية
- أميرة هاني على موقع IMDb (الإنجليزية)
- أميرة هاني على موقع الدهليز
- أميرة هاني على موقع قاعدة بيانات الأفلام العربية